# Pseudocyclosorus cavaleriei
Pseudocyclosorus cavaleriei là một loài thực vật có mạch trong họ Thelypteridaceae. Loài này được (H. Lév.) Y.X. Ling miêu tả khoa học đầu tiên năm 1999.